# Herbert Loveitt
Herbert Arthur Loveitt (8. marts 1874 - 18. februar 1909) var en britisk rugbyspiller som deltog i OL 1900 i Paris.
Loveitt vandt en sølvmedalje i rugby under OL 1900 i Paris. Han var med på det britiske rugbyhold som kom på en delt andenplads i rugbyturneringen.